# Kattigenahalli, Gubbi
Kattigenahalli là một làng thuộc tehsil Gubbi, huyện Tumkur, bang Karnataka, Ấn Độ.